# Grande Mosquée Baiturrahman
La Grande Mosquée Baiturrahman, en indonésien Mesjid Raya Baiturrahman, en aceh Meuseujid Raya Baiturrahman, est une mosquée d'Indonésie située dans le centre de la ville de Banda Aceh, dans la province d'Aceh. Elle a une grande importance pour le peuple Aceh en tant que symbole de la religion musulmane et de la culture acehnaise, particulièrement depuis le tsunami de 2004 d'où la mosquée est sortie intacte.

## Histoire

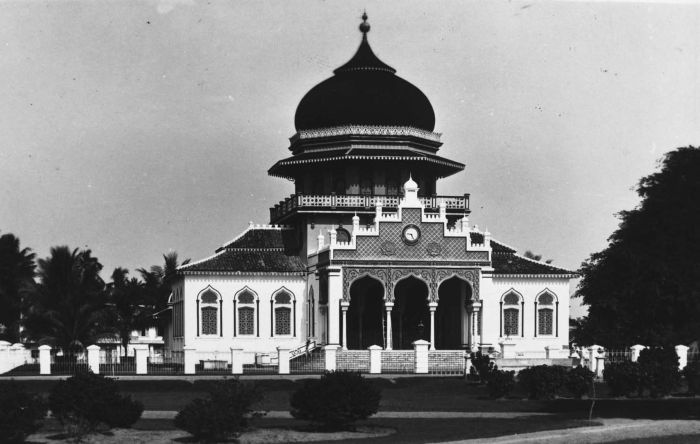
La Grande Mosquée Baiturrahman vers 1910-1930.

Cette grande mosquée est construire une première fois en 1612, à l'époque du sultan Iskandar Muda (la date n'est pas tout à fait certaine, elle aurait pu aussi être construite beaucoup plus tôt, en 1292, par le sultan Alaidin Mahmudsyah). Cette première mosquée est rasée en 1873, lors de l'invasion hollandaise.
La nouvelle mosquée est conçue par un architecte italien dans le style moghol du nord de l'Inde et construite par l'administration coloniale hollandaise comme gage de réconciliation[réf. nécessaire] à la suite de la destruction de l’ancienne mosquée. Le gouverneur général des Indes orientales propose la reconstruction en mars 1877, et les travaux sont initiés plus de deux ans plus tard. Tengku Qadhi Malikul Adil en pose la première pierre en 1879 et en deviendra le premier imam, lorsque la mosquée est achevée en 1883.
Initialement, la mosquée ne comporte qu'un seul dôme et un seul minaret. Plusieurs dômes et minarets sont ajoutés pendant les rénovations de 1935, 1958 et 1982, où elle compte alors sept dômes et huit minarets.
La mosquée résiste au tsunami de 2004 qui ravage la ville de Banda Aceh. La mosquée sert de refuge pendant une quinzaine de jours, n'ayant subi que des dégâts mineurs. A partir de 2004, le minaret de 35 mètres près de la porte principale penche légèrement et comporte des fissures.

## Architecture
L'architecture de la mosquée combine des influences coloniales et indiennes Moghul. Sa conception est similaire à celle du Mesjid Raya Tuban au Java oriental. La mosquée comporte peu d'éléments traditionnels acehnais, bien qu'elle soit censée représenter la ville de Banda Aceh et la culture Aceh.

## Référence
- (en) Cet article est partiellement ou en totalité issu de l’article de Wikipédia en anglais intitulé « Baiturrahman Grand Mosque » (voir la liste des auteurs).

### Sources
1. 1 2 3 4 5  Ruslan, « Mesjid Besar Baiturrahman » [archive du 21 mars 2012], sur The Jakarta Post (sur Hace Heritage), 20 janvier 2005 (consulté le 14 août 2025)

- Oey, Eric M. Sumatra. Periplus Editions (HK) Ltd., 1996.
- Mesjid Besar Baiturrahman